# Ощепков, Геннадий Сергеевич
Генна́дий Серге́евич Още́пков (10 августа 1935, Максимово, Каракулинский район, Удмуртская АССР, РСФСР, СССР) — советский и российский деятель науки и образования, партийный деятель, кандидат экономических наук, профессор. Ректор Марийского политехнического института (Марийского государственного технического университета) (1972—2005). Почётный работник сферы молодёжной политики Российской Федерации (2005). Почетный работник высшего профессионального образования Российской Федерации (2005), заслуженный работник высшей школы Российской Федерации (1999). Заслуженный деятель науки Марийской АССР (1985). Почётный гражданин Йошкар-Олы (2002). Академик РАЕН и Международной академии информатизации. Член КПСС.

## Биография
Родился 10 августа 1935 года в деревне Максимово ныне Воткинского района Удмуртии в семье колхозника, погибшего на фронтах Великой Отечественной войны. Мать Нина Степановна в военные годы была председателем местного колхоза.
До 1954 года работал учителем русского языка и литературы в родной деревне.
В 1959 году окончил Поволжский лесотехнический институт по специальности «Инженер-технолог».
В 1959—1962 годах — инструктор Марийского обкома ВЛКСМ, первый секретарь Йошкар-Олинского горкома ВЛКСМ.  В 1965 году окончил Ленинградскую Высшую партийную школу. До 1968 года — инструктор Марийского обкома КПСС, секретарь Йошкар-Олинского горкома КПСС.
В 1971 году окончил аспирантуру Московского экономико-статистического университета, кандидат экономических наук (1971).
В 1972—2005 годах — ректор Марийского политехнического института (позднее — Марийского государственного технического университета), профессор. Под его руководством вуз прирастал новыми учебными корпусами, общежитиями, спортивными сооружениями, жилыми домами для сотрудников, лабораториями. Открывались новые специальности, создавались диссертационные советы, творческие коллективы вуза за свои научные достижения неоднократно награждались государственными премиями и другими наградами. В 1995 году вуз получил новый статус и был переименован в «Марийский государственный технический университет». За это время в вузе стало больше профессоров, кандидатов наук, возросло количество факультетов, специальностей, кафедр, увеличился объём научно-исследовательских работ, активнее стало развиваться международное сотрудничество. Были созданы центр государственной аккредитации вузов РФ, редакционно-издательский центр, центр повышения квалификации и профессиональной переподготовки специалистов. В 2005 году был переведён на должность советника ректора.
В 1989 году выдвигался кандидатом в народные депутаты СССР. В 2000—2004 годах избирался депутатом Государственного Собрания Республики Марий Эл 2-го созыва, где был председателем Комиссии по бюджету. 
В настоящее время проживает в г. Йошкар-Оле – столице Марий Эл.

## Научно-педагогическая деятельность
Признанный специалист в области лесного хозяйства и развития отечественных лесопромышленных предприятий. Автор более 100 научных и учебно-методических работ.
В 1971 году защитил кандидатскую диссертацию на тему «Совершенствование экономических связей между предприятиями при обмене средствами производства» в Московском экономико-статистическом университете.
Был председателем Марийской республиканской организации Всесоюзного общества «Знание».
С 1996 года является академиком РАЕН и Международной академии информатизации. 
В 1985 году ему присвоено почётное звание «Заслуженный деятель науки Марийской АССР», в 1999 году — почётное звание «Заслуженный работник высшей школы Российской Федерации», в 2005 году – звание «Почётный работник высшей школы РФ». В 2002 году он стал Почётным гражданином Йошкар-Олы, а в 2005 году — почётным работником сферы молодёжной политики РФ. Награждён орденами Дружбы народов, «Знак Почёта», медалями и Почётной грамотой Республики Марий Эл.

## Основные научные, учебно-методические и публицистические работы
Далее представлен список основных научных, учебно-методических работ и публицистических профессора Г. С. Ощепкова:
- Экономическая реформа и прогресс // Блокнот агитатора. – 1966. – № 24. – С. 18-29.
- Совершенствование экономических связей между предприятиями при обмене средствами производства: автореф. диссер. на соискание учён. степени канд. экон. наук: 08.590. «Полит. экономия» / Моск. экон.-стат. ин-т; [науч. рук. Смирнов А. Д.]. – М.: [б. и.], 1971. – 24 с.
- Совершенствование связей в промышленности // Политическая информация. – 1972. – № 1. – С. 12-16.
- Подготовка инженерных кадров со специализацией по автоматизации проектирования и поисковому конструированию // Автоматизация поискового конструирования: тезисы докл. первой всесоюз. конф., Йошкар-Ола, 21-24 февр. 1978 г. – Йошкар-Ола, 1978. – С. 215. – Совместно с В. М. Головатюк, В. С. Трахтенбергом, В. М. Чечковым.
- Подготовка инженерных кадров со специализацией по автоматизации проектирования // Автоматизация проектирования в машиностроении: межвуз. сб. / М-во высш. и сред. спец. образования РСФСР, Горьков. гос. ун-т им. Н. И. Лобачевского; [отв. ред. В. А. Камаев]. – Горький: Горьков. гос. ун-т, 1978. – С. 20-25. – Совместно с В. М. Головатюк, В. С. Трахтенбергом, В. М. Чечковым.
- Проект методики определения экономической эффективности и подсистемы поискового конструирования в САПР // Автоматизация поискового конструирования: тезисы докл. первой всесоюз. конф., Йошкар-Ола, 21-24 февр. 1978 г. – Йошкар-Ола, 1978. – С. 100-102.– Совместно с Н. К. Бобковым, Л. П. Бобковой, В. С. Войтенко.
- Создание МТБ – дело общее: [о подготовке молодых специалистов] // Инженер. – 1975. – 25 окт. [№ 34 (352)]. – С. 2.
- Программа САПР: секция подготовки кадров: межвуз. метод. кабинет по автоматизации проектирования при Марийск. 54 политехн. ин-те им. М. Горького // Информационный бюллетень. – 1979. – 18 с. – Совместно с В. М. Чечковым.
- Дальнейшие пути использования ТСО в учебном процессе МарПИ // Технические средства и программированное обучение в учебном процессе: материалы 5-й межвуз. конф., Йошкар-Ола, 21-23 окт. 1980 г. – Йошкар-Ола, 1980. – С. 5-7.
- Эффективность подсистем поискового конструирования // Автоматизация поискового конструирования (искусственный интеллект в машинном проектировании) / под ред. А. И. Половинкина. – М.: Радио и связь, 1981. – Ч. 4, гл. 14. Эффективность подсистем поискового конструирования. – С. 276-298. – Совместно с Н. К. Бобковым, А. И. Половинкиным, Г. Я. Буш.
- Полвека на службе народному хозяйству: [история развития МарПИ за 50 лет] // Инженер. – 1982. – 22 окт. [№ 31-34 (633-636)]. – С. 2.
- Школа инженерных кадров: [50 лет МарПИ] // Марийская правда. – 1982. – 22 окт.
- Ствол и дерево: [о проблемах безотходной технологии заготовки и переработки древесины на основе единой комплексной целевой программы «Марийский лес»] // Социологическая индустрия. – 1986. – 15 янв. – Совместно с Ю. Дмитриевым.
- Идеологию обновления - в практику перестройки: [о задачах партийной организации по осуществлению перестройки высшей школы] // Инженер. – 1988. – 28 апр. [№ 21-22 (875- 876)]. – С. 2.
- Контрактная система подготовки специалистов в Марийском политехническом институте // Лесная промышленность. – 1992. – № 2. – С. 6, 31. – Совместно с В. Б. Неклюдовым, А. Н. Чемодановым.
- Контрактная система подготовки специалистов в Марийском политехническом институте // Лесная газета. – 1992. – 1 сент. – Совместно с В. Б. Неклюдовым, А. Н. Чемодановым.
- «Университет был, есть и будет всегда!»: [история МарГТУ] // Инженер. – 1996. – 29 марта [№ 6-8 (1164-1166)]. – С. 1.
- Система «ФОНД» в управлении учебной методической и научной работой в МарГТУ // Прикладные исследования в электронике и новые технологии в обучении студентов: материалы респ. науч.-метод конф., посвящ. 100-летию радио. – Йошкар-Ола: МарГТУ. – 1996. – С. 95-97. – Совместно с В. В. Логиновым.
- К 100-летию со дня рождения Максима Лавровича Дворецкого // Известия вузов. Лесной журнал. – 1998. – № 2-3. – C. 198-199. – Совместно с П. А. Соколовым, П. М. Верхуновым.
- К 80-летию со дня рождения Юрия Яковлевича Дмитриева: [о специалисте в области лесной промышленности] // Известия вузов. Лесной журнал. – 1999. – № 1. – С. 136-138. – Совместно с Ю. А. Ширниным, В. Я. Поляниным, П. Ф. Войтко.
- О современных противоречиях в высшей школе и роли методической работы в этих условиях // Научно-методическая деятельность вуза: материалы науч. практ.-конф. проф.-преп. состава МарГТУ. Кн. 1. – Йошкар-Ола, 1999. – С. 4-8.
- К вопросу о развитии безналичных расчетов в России // Экономика и управление в социально-экономических системах: сб. ст. науч. конф. проф.-преп. состава, асп. и сотрудников, 23-30 марта 1999 г. – Йошкар-Ола: МарГТУ, 2000. – С. 14-16. – (Современные подходы к управлению и государственному регулированию экономики).
- Подготовка диссертаций в системе послевузовского профессионального образования: учеб. пособие [для аспирантов, докторантов и соискателей ученой степени] / Марийск. гос. техн. ун-т, Ижевс. гос. техн. ун-т. – Йошкар-Ола: МарГТУ, 2000. – 195 с. – Совместно с В. А. Ивановым, С. Г. Селетковым.
- МарГТУ - учебный и научный центр Поволжья: [об уровне подготовки специалистов лесного дела в МарГТУ] // Инженер. – 2002. – 16 апр. [№ 11-14 (1394-1397)]. – С. 1.
- Марийский государственный технический университет. 70 лет / гл. ред. Г. С. Ощепков, зам. гл. ред. В. М. Головатюк, ред.-сост.: Л. А. Анучина, М. И. Шигаева. – Йошкар-Ола: МарГТУ, 2002. –240 с. 81. Марийский государственный технический университет: прошлое и настоящее // Известия вузов. Лесной журнал. – 2002. – № 4. – С. 7-11.
- Правовые вопросы, связанные с государственным регулированием некоммерческих организаций // Региональные аспекты экономики и управления в современном обществе: межвуз. сб. ст. / под общ. ред. проф. А. Д. Арзамасцева. – Йошкар-Ола: МарГТУ, 2003. – Вып. 1. – С. 203-206.
- Аттестация и рационализация рабочих мест в сельском хозяйстве: метод. указ. для студ. спец. 060800-«Экономика и управление на предприятии (АПК)». – Йошкар-Ола: МарГТУ, 2004. –20 с.
- Помнить прошлое, жить будущим // Инженер. – 2012. – 1 нояб. [№ 24-26 (1834-1836)]. – С. 4.

## Звания и награды
- Почётный работник сферы молодёжной политики Российской Федерации (2005) — за значительный вклад в дело воспитания молодёжи, большие успехи в сфере реализации государственной молодёжной политики
- Почётный работник высшего профессионального образования Российской Федерации (2005)
- Заслуженный работник высшей школы Российской Федерации (1999)[1][2] — за заслуги в научной работе и значительный вклад в дело подготовки высококвалифицированных специалистов
- Заслуженный деятель науки Марийской АССР (1985)[1][2]
- Почётный гражданин Йошкар-Олы (2002)[1][2][3]
- Орден Дружбы народов (1986)[1][2]
- Орден «Знак Почёта» (1976)[1][2]
- Орден Святого благоверного князя Даниила Московского (2005) — за содействие в создании в МарГТУ одного из первых в России вузовских домовых храмов - покровительницы студенчества св. Татианы
- Медаль «За трудовую доблесть» (1981)
- Благодарность Президента Российской Федерации (2002)
- Почётная грамота Республики Марий Эл (1995)[1][2]